# Пайтеров, Григорий Иванович
Григо́рий Ива́нович Пайтеров (1903—1942) — советский партийный деятель, партизан Великой Отечественной войны.

## Биография
Григорий Пайтеров родился в 1903 году. В 1927 году он вступил в ВКП(б). В 1934 году Пайтеров окончил вечерний комвуз. С 1935 года находился на партийной работе в Смоленской области. Был секретарём Рославльского районного комитета ВКП(б), затем Рославльского городского комитета ВКП(б). С марта 1940 года занимал должность третьего секретаря Смоленского областного комитета ВКП(б). В этой должности он встретил начало Великой Отечественной войны.

### Годы войны
В начале войны Пайтеров в своём докладе «О текущем моменте и задачах партийных организаций», зачитанном в Рославле 23 июня 1941 года, поставил задачу организованной и оперативной мобилизации военнообязанных, реквизиции для военных нужд транспорта, проведении массовой политической работы, поддержкой дисциплины, строительства оборонительных рубежей. Когда немецкие войска стали приближаться к территории Смоленской области, 6 июля 1941 года в Смоленском обкоме ВКП(б) состоялось совещание под председательством первого секретаря обкома Дмитрия Михайловича Попова с участием председателя Совета Народных Комиссаров РСФСР Ивана Сергеевича Хохлова, на котором в числе других было принято решение о разделении южных, западных и северо-западный районов Смоленской области, в которые в ближайшее время должен был вторгнуться противник, на зоны, каждой из которых должен был руководить секретарь обкома. Южную зону, в которую вошли Рославльский, Ершичский, Екимовичский, Шумячский, Стодолищенский, Хиславичский и Починковский районы, было поручено возглавить Пайтерову. В его обязанности входили: организация партизанских отрядов, создание баз для их деятельности, подпольных складов с оружием и продовольствием.
Пайтеров провёл большую работу по организации на вверенном ему участке партизанских отрядов. Он наладил связь с командованием 28-й армии, провёл совещания с руководителями всех районов подчинённой ему зоны. 18 июля 1941 года начали свою работу двухнедельные курсы по подготовке партизан в Рославле. Вскоре был создан и первый партизанский отряд, командиром которого стал участник боёв с немецкими войсками в Белорусской ССР Николай Барановский. Также при непосредственном участии Пайтерова был сформирован партизанский отряд «За Родину», костяк которого составили работники партийных и советских органов.
В ноябре 1941 года Пайтеров был направлен на учёбу на курсы политического состава при Военной академии имени М. В. Фрунзе. В феврале 1942 года он был направлен в партизанские части. Был секретарём Луговского окружного комитета ВКП(б). Пайтеров был одним из наиболее активных руководителей партизанского движения в Дорогобужском партизанском крае и ряде других районов Смоленской области. В августе 1942 года, когда партизанские формирования, в рядах которых находился Пайтеров, попали в окружение, было принято решение прорываться. 28 августа 1942 года Пайтеров погиб в бою у деревни Крушинники Дорогобужского района.

## Награды, увековечивание памяти
- В 1942 году награждён орденом Ленина[1].
- В 1970-е годы прах Пайтерова Г. И. был перезахоронен в Смоленске в парке «Лопатинский сад» недалеко от памятника Героям 1812 года.
- В честь Пайтерова названы улицы в Рославле и Дорогобуже.